# Louis Motte-Bossut
 (avril 2008).
Si vous disposez d'ouvrages ou d'articles de référence ou si vous connaissez des sites web de qualité traitant du thème abordé ici, merci de compléter l'article en donnant les références utiles à sa vérifiabilité et en les liant à la section « Notes et références ».
Pour les autres membres de la famille, voir Famille Motte.
Pour les articles homonymes, voir Motte.
Louis Motte-Bossut, né le 25 avril 1817 à Roubaix (Nord) et mort le 29 décembre 1883 à Lannoy (Nord), est un industriel français, spécialisé dans le textile et fondateur de l'Usine Motte-Bossut. 

## Biographie
Louis Motte est le fils aîné de Jean Baptiste Motte et de Pauline Brédart. Il fait ses études au collège Saint-Bertin (petit Séminaire) de Saint-Omer. À sa sortie du collège, il seconde ses parents dans une période assez difficile, car il s'agissait de liquider le rayon Fabrication de Tissus. 
Son mariage en 1841 avec Adèle Bossut (1819 - 1892), fille du maire de Roubaix, lui permet, avec l'aide de son beau-frère Wattinne-Bossut et de M. Cavrois-Grimonprez (oncle de sa femme), de réaliser un projet qu'il s'était formé au cours de voyages en Angleterre : monter sur des bases industrielles et d'importance encore inconnue en France, le nouveau système de filature de coton dit self-acting.
Avec l'aide de sa mère, il mit sur pied une filature qui, en 1843, représente, en importance, avec 18 000 broches, dix filatures moyennes de l'époque. À peine achevée, cette usine est la proie des flammes (juillet 1845). Dix mois plus tard, elle est reconstruite sur des données plus vastes, puisque avec 44 000 broches elle atteint presque l'effectif de toutes les filatures de Roubaix et de Tourcoing réunies. 
Quelque quinze ans plus tard, une autre filature vient porter l'installation à 100 000 broches. La Filature Monstre est à nouveau détruite par un incendie en 1865 et n'est plus, cette fois, rétablie.
Peu de temps après, à l'intention de ses fils, Louis Motte-Bossut aménage un important tissage de coton à Leers, puis une filature de laine à Roubaix. L'importance de son rôle d'industriel lui a valu, en 1863, la Légion d'honneur.
Les affaires publiques retiennent également son attention, il accède à la Chambre de commerce et au conseil municipal de Roubaix, comme conseiller puis comme adjoint au maire, postes qu'il occupe une quinzaine d'années. 
Il meurt en 1883, à l'âge de 66 ans.